# Хасимото, Утаро
Утаро Хасимото (яп. 橋本 宇太郎 Хасимото Утаро:, 27 февраля 1907 года — 24 июля 1994 года), — японский го-профессионал, основатель Кансай Киин, один из игроков в знаменитой партии атомной бомбы.

## Биография

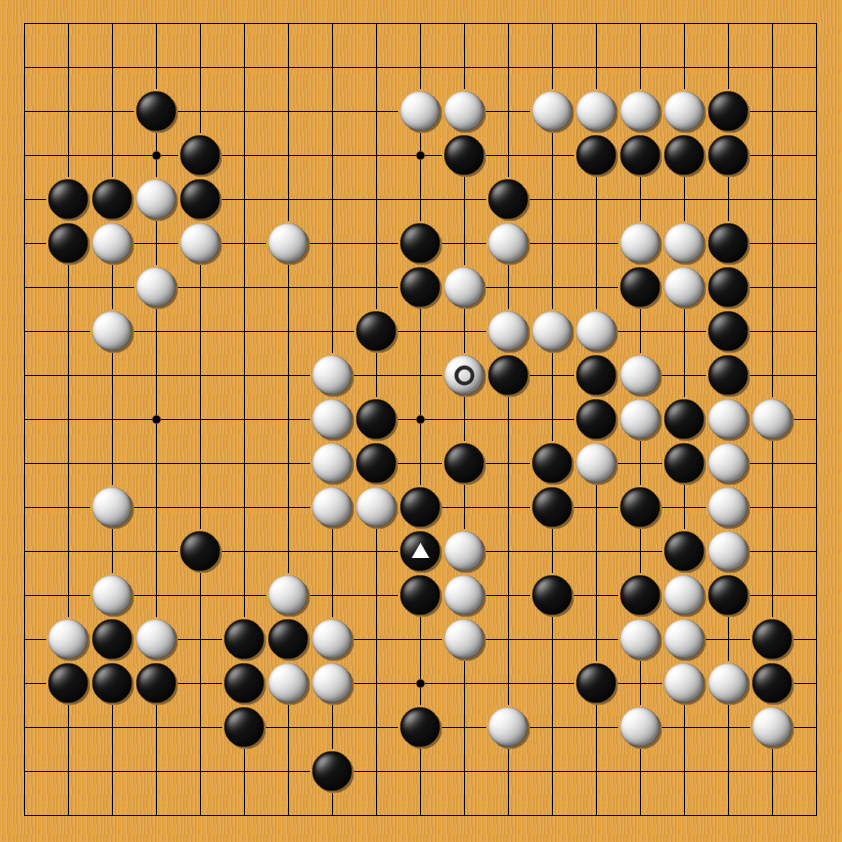
Партия атомной бомбы — позиция после 106 хода. Между 105 и 106 ходами (отмечены треугольником и кружком) над Хиросимой произошёл взрыв ядерной бомбы

Хасимото Утаро получил первый профессиональный разряд в го в 1922 году. С тех пор он участвовал в розыгрыше и выиграл несколько основных го титулов, включая Хонъимбо (3 раза), Одза (3 раза) и Дзюдан (2 раза).
С 4 по 6 августа 1945 года Хасимото Утаро в предместье Хиросимы играл второй матч за титул Хонъимбо против Ивамото Каору. 6 августа в 8:15 утра, после того, как игроки восстановили партию со 105 хода и планировали продолжить её, произошёл взрыв атомной бомбы, сброшенной на Хиросиму. Взрывная волна выбила окна в комнате, где проходил матч, перевернула доску и разбросала камни. Соперники навели порядок и продолжили партию, в которой Хасимото выиграл с результатом пять очков. О том, что произошло в Хиросиме, игроки узнали, лишь когда в пригород, где игралась партия, начали прибывать выжившие после взрыва. Данный матч впоследствии получил название «партия атомной бомбы».
В 1950 году Хасимото Утаро основал новую го организацию в Осаке — Кансай Киин («Юго-западная ассоциация го»). Поводом создания и отделения от Нихон Киин стали разногласия по отношению к процедуре розыгрыша титула Хонъимбо.
Хасимото участвовал в редакции знаменитого сборника задач по го «Gokyo Shumyo», выпущенной в 1980 году Кансай Киин.

## Го титулы
| Титул                 | Годы             |
| --------------------- | ---------------- |
| Существующие          | 13               |
| Хонъимбо              | 1943, 1950, 1951 |
| Дзюдан                | 1962, 1971       |
| Одза                  | 1953, 1955, 1956 |
| NHK Cup               | 1956, 1963       |
| Чемпионат Кансай Киин | 1968, 1969, 1980 |
| Ранее существовавшие  | 1                |
| Hayago Championship   | 1970             |

Участвовал в розыгрыше
| Титул                | Годы       |
| -------------------- | ---------- |
| Существующие         | 8          |
| Кисэй                | 1977       |
| Хонъимбо             | 1945, 1952 |
| Дзюдан               | 1963, 1972 |
| Одза                 | 1971, 1972 |
| NHK Cup              | 1962       |
| Ранее существовавшие | 1          |
| Hayago Championship  | 1971       |